# フーベルト・ファン・エイク

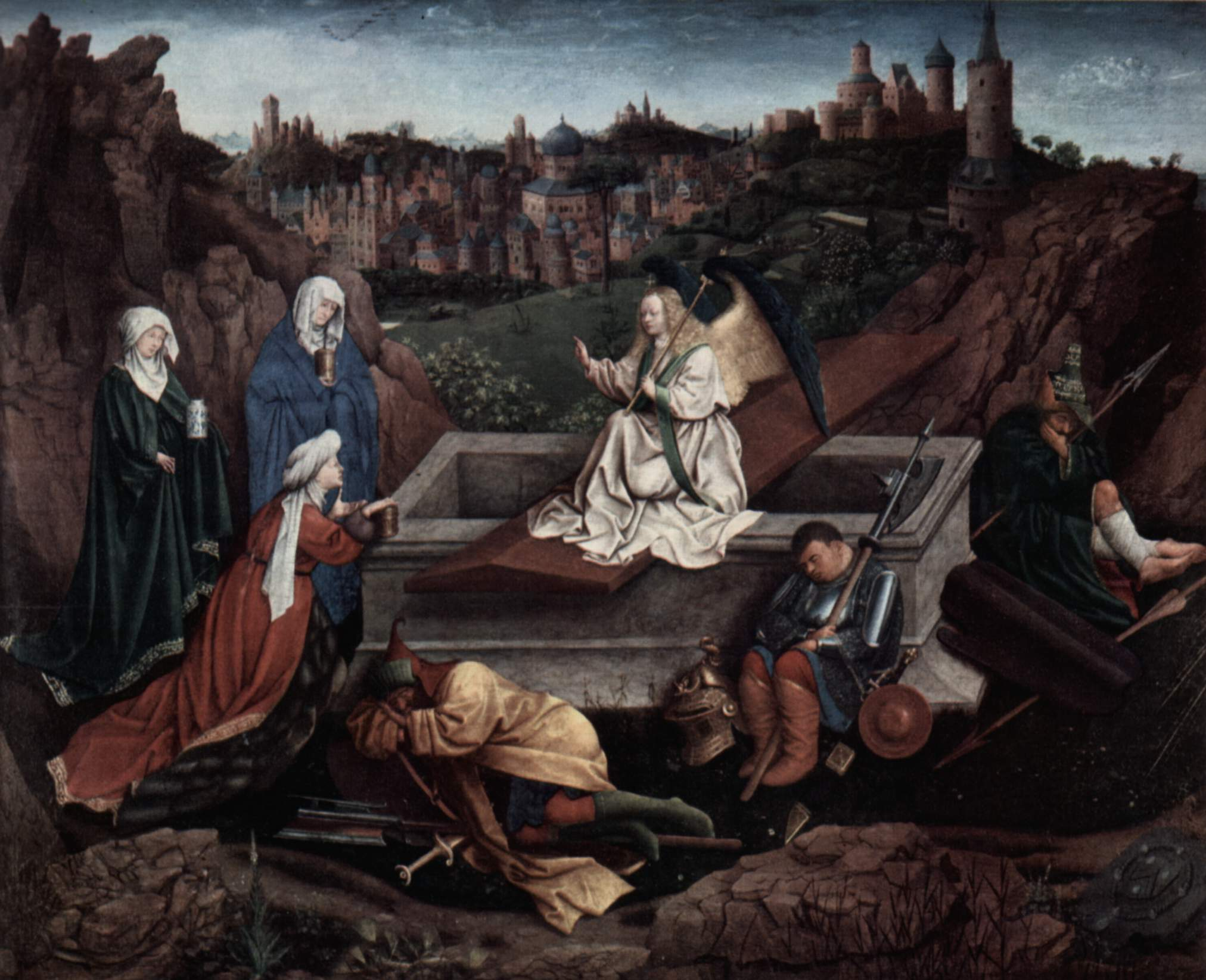
『墓場の3人のマリア』
フーベルト・ファン・エイク作といわれる, ボイマンス美術館（ロッテルダム）, 1410年 - 1420年頃

フーベルト・ファン・エイク （蘭: Hubert van Eyck、1385年から1390年頃 - 1426年9月18日）は初期フランドル派の画家。弟は同じく初期フランドル派の画家であるヤン・ファン・エイクで、ヤン以外の弟ランベルト、妹マルハレータも画家だった。フーベルトが一人で完成させたと確定している作品は存在していないが、初期フランドル派の礎を築いた傑出した芸術家として、何世紀にもわたって高く評価されてきた。

## 生涯とキャリア
フーベルトは現在のベルギーにあたるフランドルのマーサイク (Maaseik) の地主階級の家に生まれたと考えられている。
「フーベルト」はそれほどありふれた名前ではなく、トンゲレンの聖母教会に残る1409年の板絵制作に関する支払記録に記載されている「画家フーベルトゥス (Magister Hubertus, pictor)」がフーベルトではないかといわれている。また、ヤン・デ・フィス・ファン・デル・カペレが1413年に死去する際に、フレーフェリンゲン近郊のベネディクト派女子修道院の修道女だった娘に残した板絵の作者マスター・フーベルトも、フーベルトのことだと考えられている。しかしながら、中世においてマスター（親方、師匠）の称号を得るためには徒弟として修業を積み、ギルドに認定される必要があるが、当時の芸術家ギルドの記録にフーベルトの名前は見当たらない。このことから、フーベルトはギルドの一員ではなく教会の下級聖職者だったのではないかとされている。おそらくは当時は修道院だった、現在のヘントのシント・バーフォ大聖堂 (en:Saint Bavo Cathedral) と関係があるといわれている。フーベルトは1420年ごろまでにヘントに住んでおり、シント・バーフォ大聖堂には、ヤンとフーベルトが描いた大作『ヘントの祭壇画』が、現在も所蔵されている。

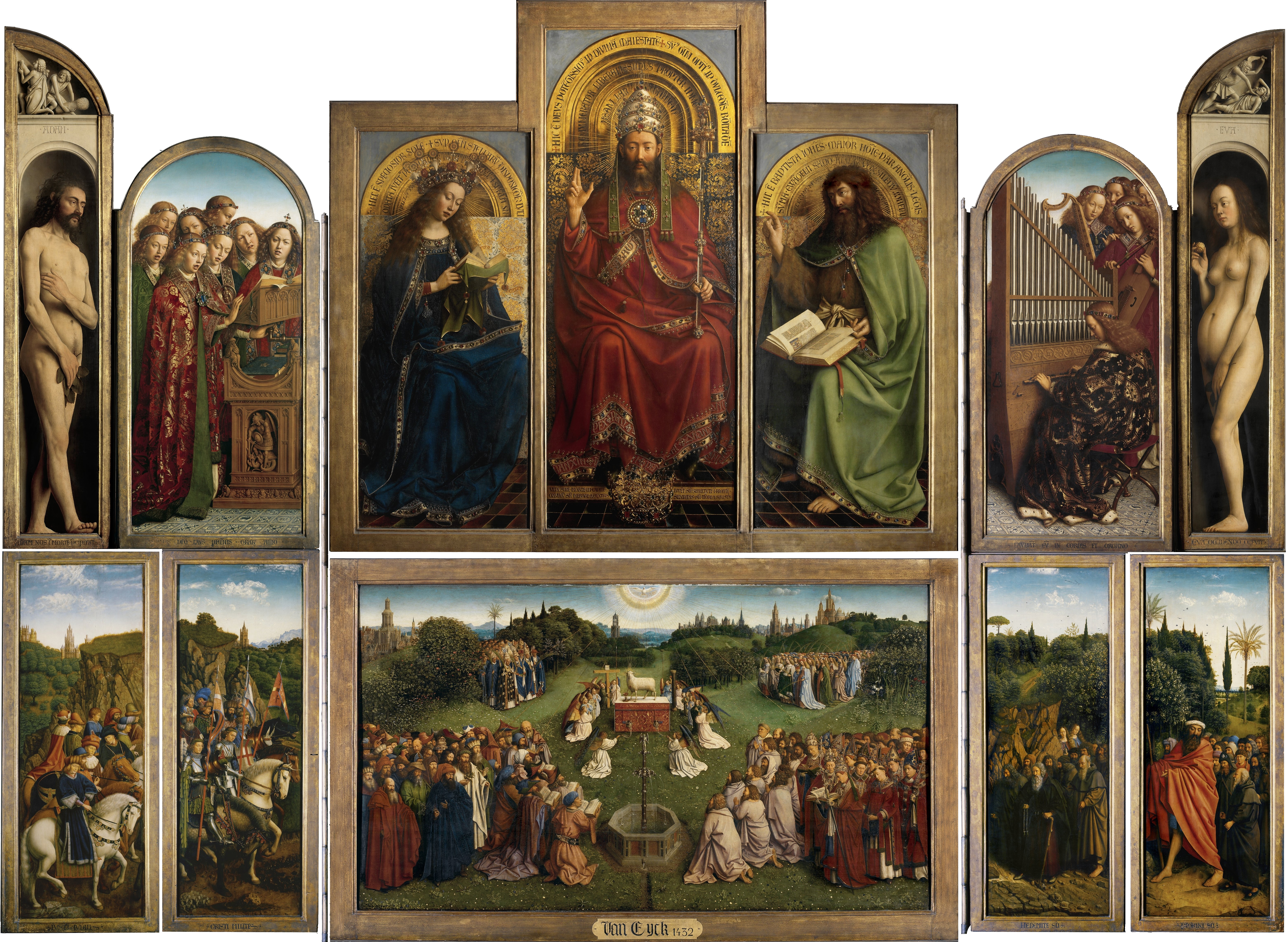
フーベルトが制作を開始し、その死後に弟ヤンが完成させた『ヘントの祭壇画』。

フーベルトはヘントへと移住した前後の時期に、フーベルトが手がけたと記録に残る、現存する唯一の作品『ヘントの祭壇画』の制作を開始した。しかしながらフーベルトはこの作品を描きあげることなく1426年に死去し、『ヘントの祭壇画』が完成したのはフーベルトの死後6年が経過した1432年のことだった。フーベルトの後を継いで『ヘントの祭壇画』を完成させたのは弟のヤンである。このため、現在でも『ヘントの祭壇画』の主たる作者がフーベルトなのかヤンなのかが議論の的になっている。1566年にオランダで巻き起こった偶像破壊運動で破壊されたオリジナルのフレームには「上回る者は誰もいない (maior quo nemo repertus)」画家フーベルト・ファン・エイクがこの祭壇画を描き始めたが、「二番目に優れた芸術家 (arte secundus)」ヤン・ファン・エイクが1432年に完成させたという、ヤンが記した銘が残されていた。
現在はヤンが描いたという説が主流となっている『キリスト磔刑と最後の審判』がフーベルトの作品だと考えていた美術史家ブライソン・バローズは「北方絵画の始祖」としてフーベルトを評価しており、『ヘントの祭壇画』ではフーベルトが下絵を担当し、その死後にヤンが絵画作品として仕上げたという説を1933年に唱えた。この説の一部は、現代の専門家たちからも支持されている。科学的解析によって『ヘントの祭壇画』には何度も手が加えられており、現在の画肌の下には上描きされた絵の具の層と下絵が存在することが判明している。製作過程にこのようなな背景があるために、『ヘントの祭壇画』はファン・エイク兄弟が率いていた工房の弟子以外に、他の画家が関わっているのかどうかを判断することが非常に困難な作品となっている。
1425年に、二点の絵画作品のデザインをフーベルトに依頼していた、ヘントの治安判事がフーベルトの工房を訪れという記録が残っている。フーベルトは1426年9月18日におそらくは30歳代で死去した。フーベルトの遺体はシント・バーフォ大聖堂（当時は教会）の、すでに死亡していた妹マルハレータの隣に埋葬された。16世紀の著述家ファン・ファールネウェイクはマルハレータも画家で未婚のまま死去したと記録している。フーベルトの墓には没年月日が刻まれた銅の墓碑銘が添えられていたが現存していない。また、16世紀の伝承によるとフーベルトの腕は宝物箱に収められ、シント・バーフォ大聖堂正門上に遺物として安置されているといわれている。ファン・ファールネウェイクはヤンがフーベルトのもとで絵画の修業を積んだという記録も残しているが、ヤンに関する最古の記録である1422年8月の時点ですでにヤンはマスターであり、下バイエルン＝シュトラウビング公ヨハン3世のもと、デン・ハーグで宮廷画家の任に就いていた。

## 後世の評価
現存する作品の中で、フーベルト、初期のヤン、そして他の画家たちとの分類、分業の判別が、美術史家たちの間で非常に大きな議論となっている。『ヘントの祭壇画』をはじめとして、複数の画家が携わっていることが確実な『トリノ＝ミラノ時祷書』などの作品である。19世紀から20世紀初頭にかけては、『ヘントの祭壇画』のフレームに記された、フーベルトが画家の第一人者であるという銘が額面通りに受け取られており、弟ヤンがキャリア初期に描いた署名のない絵画のほとんどがフーベルトの作品であると見なされていた。しかしながら、その後大規模な作者の同定の見直しがあり、それまでフーベルトが描いたとされていた作品が別人の手によるものだということが明らかとなった。しかしながら20世紀中盤以降になってフーベルトの業績が再び高く評価されるようになっていったが、今でも専門家によってはフーベルトに対する評価に温度差がある。
ロッテルダムのボイマンス美術館が所蔵する『墓場の3人のマリア』は、フーベルトが描き始めた可能性が高いが、絵画として完成させたのは数十年後の他の画家だと考えられており、保存状態も悪い。ウィーンのアルベルティーナ美術館 が所蔵する使徒を描いたドローイングはフーベルトが描いたとされており、大英博物館が所蔵する「キリストの捕縛」のドローイングは、『ヘントの祭壇画』の現存しない下絵からの模写だといわれている。